# 湯蘭花
湯蘭花，本名優路拿納·丹妮芙（1952年11月30日—），台灣女歌手、演員；台灣原住民鄒族，出生於嘉義縣阿里山鄉來吉村。1980年代早期，活躍於星馬越南泰國及香港。1982年，回到台灣發展。

## 簡歷
其叔父雅巴斯勇‧優路拿納，為阿里山鄒族領袖之一。1952年受國民政府指控為匪諜，逮捕後槍決。湯蘭花十七歲初上台北，參加台視第二屆歌唱比賽並榮獲冠軍。十八歲，以電影《負心的人》一炮而紅，由所擔綱演出之電影共計三十五部，灌錄電影主題曲及唱片十七張，於二十五歲與應家東結婚並退出影壇。
1979年復出，在香港、東南亞各地演唱。
1982年返台起，拍攝電視連續劇《一代佳人》，一連幾檔戲包括《藍與黑》、《楊貴妃傳奇》等，都創下口碑和收視佳績。
目前從事直銷商。

## 作品列表

### 電影
| 年份   | 片名                   | 飾演 |
| ------ | ---------------------- | ---- |
| 1969年 | 負心的人               |      |
| 1969年 | 我還是永遠愛著你       |      |
| 1970年 | 孟姜女                 |      |
| 1970年 | 苦情花                 |      |
| 1970年 | 水長流                 |      |
| 1971年 | 不平凡的愛             |      |
| 1971年 | 太太我錯了             |      |
| 1971年 | 五對佳偶               |      |
| 1971年 | 金玫瑰                 |      |
| 1971年 | 難忘負心人             |      |
| 1971年 | 俠義雙雄               |      |
| 1971年 | 淘氣姑娘               |      |
| 1972年 | 相逄不是夢             |      |
| 1972年 | 夢醒不了情             |      |
| 1972年 | 淘氣夫妻               |      |
| 1973年 | 雙鳳飛                 |      |
| 1973年 | 煙雨斜陽               |      |
| 1973年 | 負心的人續集           |      |
| 1973年 | 一家人                 |      |
| 1973年 | 雨中行                 |      |
| 1973年 | 雷風雨                 |      |
| 1974年 | 雪花片片               |      |
| 1974年 | 刁蠻千金傻小子         |      |
| 1974年 | 愛情集中營             |      |
| 1974年 | 女權步步高             |      |
| 1974年 | 星星星                 |      |
| 1974年 | 大三元 The Three Tales |      |
| 1974年 | 吾家有女惹人迷         |      |
| 1975年 | 無奇不有               |      |
| 1975年 | 最後的一吻             |      |
| 1976年 | 情場戰場 (男歡女愛)    |      |
| 1981年 | 半夜人                 |      |
| 1981年 | 中國女兵               |      |
| 1983年 | 第一次                 |      |
| 1984年 | 馬後砲                 |      |
| 1984年 | 黃禍                   |      |
| 1985年 | 大紐約華埠風雲         |      |

## 電視劇
| 年份   | 播出頻道 | 劇名           | 飾演   |
| ------ | -------- | -------------- | ------ |
| 1985年 | 華視     | 《一代佳人》   | 白若薇 |
| 1985年 | 華視     | 《藍與黑》     | 唐琪   |
| 1986年 | 台視     | 《楊貴妃傳奇》 | 楊玉環 |
| 1988年 | 台視     | 《紫色的夢》   | 葉依雲 |
| 1991年 | 台視     | 《江湖再見》   | 刑美麗 |
| 1991年 | 中視     | 《兩個月亮》   | 傅亞曼 |
| 1996年 | 華視     | 《紅樓夢》     | 賈元春 |
| 2008年 | 台視     | 《幸福捕手》   | 蕾蕾   |

## 音樂專輯
| 年份   | 專輯名稱                                  | 唱片公司 | 語言 | 曲目 |
| ------ | ----------------------------------------- | -------- | ---- | --- |
| 1969年 | 《曙光》                                  | 環球唱片 | 國語 | 曲目 1. 曙光 2. 我怎麼辦 3. 問白雲 4. 熱情已冷 5. 寂寞 6. 讓我走 7. 戀心 8. 感情的債 9. 問你一句話 10. 藍色的憂鬱 |
| 1969年 | 《春之聲》                                | 環球唱片 | 國語 | 曲目 1. 春之聲 2. 愛的憂鬱 3. 勿忘我 4. 可愛的笑臉 5. 淚 6. 夢一般的愛 7. 提起愛情煩惱多 8. 淡水河邊 9. 雨的旋律 10. 明月幾時有 11. 愛人在那裡 |
| 1969年 | 《負心的人》                              | 環球唱片 | 國語 | 曲目 1. 負心的人 2. 我在你左右 3. 他還是永在我心上 4. 重逢似夢 5. 母子淚 6. 遙遠的愛 7. 蜜語重重 8. 雨夜花 9. 愛的故事 10. 春風野草 |
| 1969年 | 《登月之歌》                              | 環球唱片 | 國語 | 曲目 1. 登月之歌 2. 深印在心坎裡 3. 幸福 4. 情難守 5. 雞尾酒 6. 康乃馨 7. 珊瑚戀 8. 我愛香港 9. 我不管 10. 愛情那裡來 11. 星夜的離別 |
| 1969年 | 《我還是永遠愛著你》                      | 環球唱片 | 國語 | 曲目 1. 儷人行 2. 我還是永遠愛著你 3. 藍色的憂鬱 4. 閨怨 5. 良夜 6. 我迷戀著你 7. 痴心的人 8. 甜蜜的夢 9. 留戀 10. 一葉浮萍 |
| 1969年 | 《海上彩虹》                              | 環球唱片 | 國語 | 曲目 1. 海上彩虹 2. 憔悴 3. 一縷情絲 4. 幾度花落時 5. 愛你入骨 6. 水長流 7. 地久天長 8. 忘情的你 9. 秋華月滿 10. 總有一天等到你 |
| 1969年 | 《孟姜女》                                | 環球唱片 | 國語 | 曲目 1. 孟姜女(序曲) 2. 遊園 3. 成親被捕離別 4. 萬里長城 5. 秋夜縫寒衣 6. 萬里尋夫 7. 但願相逢在夢魂 8. 哭長城 9. 孟姜女(終曲) |
| 1970年 | 《愛的瑪利亞》                            | 環球唱片 | 國語 | 曲目 1. 愛的瑪利亞 2. 我不能再等 3. 愛的口笛 4. 馬來情歌 5. 海濱風光 6. 人生如夢 7. 我恨你愛人 8. 愛的開始 9. 春風太無情 10. 淚的衣裳 |
| 1970年 | 《苦情花》                                | 環球唱片 | 國語 | 曲目 1. 苦情花 2. 豐年祭 3. 輓歌 4. 拜月 5. 清夜吟 6. 離情 7. 狂歡舞歌 8. 細雨黃昏後 9. 紅丁香 10. 重相逢 11. 可愛的馬路 12. 昨天 |
| 1970年 | 《人家的丈夫插曲》                        | 環球唱片 | 國語 | 曲目 1. 情到濃時 2. 問夕陽 3. 我的心 4. 水長流 5. 喜怒哀樂(蔣光超) 6. 新婚快樂(張帝) 7. 出人頭地(夏台鳳) 8. 我心知你心 9. 你的名字就是愛(女聲) 10. 你的名字就是愛(男聲) 11. 聖誕鈴聲 12. 人家的丈夫(音樂) 13. 算命歌(張帝 劉福助) 14. 賣口紅(顧小雲) |
| 1972年 | 《空谷幽蘭》                              | 海山唱片 | 國語 | 曲目 1. 空谷幽蘭 2. 我覺得驚奇 3. 不要說我負你 4. 我的希望 5. 我見到他的微笑 6. 青青河畔草 7. 風兒為我吹 8. 夢幻 9. 時光 10. 你真叫人著迷 |
| 1984年 | 《一代佳人》                              | 金聲唱片 | 國語 | 曲目 1. 一代佳人 2. 浪漫的季節 3. 落寞的回憶 4. 我還是永遠愛著你 5. 曠野蘭花 6. 愛在今宵 7. 重相逢 8. 分手在今夜 9. 牽繫 10. 享受成長 11. 深夜海岸線 12. 負心的人                                                                                    |
| 1985年 | 《藍與黑》                                | 金聲唱片 | 國語 | 曲目 1. 藍與黑 2. 我所擁有 3. 迷惑 4. 飄忽的愛 5. 失落的情歌 6. 只要 7. 笑一笑吧 8. 紅顏依舊 9. 不要說再會 10. 打烊的心 |
| 1988年 | 《守候著您》                              | 歌林唱片 | 國語 | 曲目 1. 守候著您 2. 想醉 3. 走出現在 4. 夏、夏、夏吧 5. 太陽的心 6. 最深的愛戀 7. 歌舞線上 8. 無盡的夜晚 9. 明知道 10. 如夢 |
| 2000年 | 《環球唱片金曲系列．風華再現 - 一代佳人》 | 環球唱片 | 國語 | 曲目 1. 一代佳人 2. 海上彩虹 3. 甜蜜的夢 4. 我還是永遠的愛著你 5. 秋華月滿 6. 良夜 7. 痴心的人 8. 人生如夢 9. 海濱風光 10. 我不能再等 11. 昨天 12. 苦情花 13. 拜月 14. 離情 15. 一代佳人(DIY演唱版)                                                  |
| 2000年 | 《環球唱片金曲系列．風華再現 - 負心的人》 | 環球唱片 | 國語 | 曲目 1. 負心的人 2. 可愛的笑臉 3. 我在你左右 4. 夢一般的愛 5. 幸福 6. 感情的債 7. 雨夜花 8. 讓我走 9. 我不管 10. 愛的故事 11. 登月之歌 12. 春風野草 13. 愛的開始 14. 地久天長 15. 負心的人(DIY演唱版)                                                |
| 2009年 | 《佳人永恆》                              | 基石音樂 | 國語 | 曲目 1. 大自然的聲音 2. 我要唱 3. 水仙花的身影 4. 幸福 5. 我的愛 6. 真心的人 7. Taicingya / 思念… 8. 佳人永恆 9. 我往哪裡去 |

## 歌曲
- 1982年電視連續劇「一代佳人」主題曲
- 藍與黑（詞：莊奴，曲：鮑比達）（1985年華視連續劇《藍與黑》主題曲）[1]

## 著作
| 年份   | 書名                                      | 出版社   | ISBN            |
| ------ | ----------------------------------------- | -------- | --------------- |
| 1999年 | 《優路那那，加油！-湯蘭花挑戰自我的故事》 | 商周出版 | ISBN 9576673070 |

## 獲得獎項
正聲電台歌唱冠軍
- 台視第二屆歌唱比賽榮獲冠軍

## 外部連結
- 中文電影資料庫 - 湯蘭花 （页面存档备份，存于）
- 湯蘭花在香港影庫上的簡介
- 湯蘭花在豆瓣上的资料（简体中文）
- 湯蘭花在时光网上的簡介（简体中文）